# Japanski hmelj
Japanski hmelj (lat. Humulus scandens, sin. Humulus japonicus), jednogodišnja je penjačica iz porodice konopljovki. Porijekom je iz Istočne Azije i prirodno raste na području Japana, Kine, Tajvana, Vijetnama, Sjeverne i Južne Koreje te na Ruskom dalekom istoku. Unesen je, kao ukrasna biljka, u Europu i Sjevernu Ameriku gdje se danas smatra invazivnom vrstom.

## Opis
Stabljika je razgranata, šesterokutna, uvija se u smjeru kazaljke na satu oko svoje osi te drugih predmeta ili biljaka. Visina biljke kreće između 0,5 i 5 metra ali može narasti do visine 9 – 11 m. Listovi su nasuprotni, svijetlozelene plojke, dlanasto urezani s 5 do 7 (ili 5 do 9) režnjeva. Gornji rubovi mlađih listova imaju čvrste, cistolitne dlake koje sadrže kalcijev karbonat ili kalcijev oksalat, što je tipično za biljke iz porodica Urticaceae, Moraceae i Acanthaceae

## Ekologija
Humulus scandens je dvodomna zeljasta jednogodišnja penjačica. Na području Europe sjeme H. scandens klija početkom proljeća, počevši od sredine travnja u Mađarskoj, ali već u veljači u južnoj Francuskoj, a novi izdranci mogu se primjetiti početkom svibnja. Na području prirodnog rasprostranjenja klija od veljače do početka svibnja, s vrhuncem u ožujku. 
U Europi se cvjeta od srpnja do rujna. Prilikom istraživanja na jugu Francuske 2013. godine, prvi cvjetovi primijećeni su krajem kolovoza, a prvi zreli plodovi krajem rujna. Drugo istraživanje u Francuskoj 2016. otkrilo je prve muške cvjetove sredinom kolovoza. Na području prirodnog rasprostranjenja, H. scandens cvjeta od kolovoza do listopada. Cvijeće se uglavnom oprašuje vjetrom, ali ga često posjećuju pčele. U Mađarskoj je uočeno da plodovi sazrijevaju od sredine kolovoza, a sjeme ostaje vijabilno otprilike 3 godine.

### Stanište
Japanski hmelj raste uz obale rijeka, posebno na sprudovima koji nastaju taloženjem sedimenta. Također se pojavljuje na ruderalnim staništima u klimatskim uvjetima bez sušnih sezona.
U Francuskoj je vrsta invazivna u vrlo sličnim zajednicama onima kojima dominiraju autohtone vrste Galium aparine, Rumex crispus, Persicaria lapathifolia te alohtone vrste Ambrosia artemisiifolia, Artemisia annua, Helianthus tuberosus, Artemisia verlotiorum, Bidens frondosa. U Mađarskoj je japanski hmelj zabilježen u drugim zajednicama koja također pripadaju staništima obala rijeka. U Italiji je, osim u obalnim staništima, prisutan i u hidrofilnim zajednicama visokih zeleni u ravnicama te u planinskim područjima.

### Prirodni neprijatelji
Poznato je devet vrsta gljiva koje zaražavaju vrste roda Humulus, a samo jedna, Pseudocercospora humuli, koja bi mogla biti specifična za H. scandens. Od 27 kukaca povezanih s biljkama roda Humulus, dvije vrste, Epirrhoe sepergressa i Chytonix segregata, imaju potencijalno uski raspon domaćina. U području prirodnog rasprostranjenja, H. scandens se smatra jednim od dvaju glavnih domaćina stjenice Apolygus lucorum. Uočeno je da se kornjaš Amara gigantea hrani sjemenjem H. scandens u Japanu.
Istraživanje kukaca koji se mogu pronaći na biljkama H. scandens na jugu Francuske zabilježilo je prisutnost Thrips urticae, Oxythrips ulmifoliorum, Dendrothrips saltator, Paratettix meridionalis te neidentificirane vrste Aphididae i Collembola. Pronađena su jaja vrsta roda Melanostoma te ličinke roda Altica i neidentificiranih vrsta porodica Carabidae, Chrysomelidae, Cicadellidae, Theridiidae i Thripidae. Listove mladih sadnica jedu puževi, uključujući vrste Cernuella virgata i Oxyloma elegans. Uočeno je da Cuscuta campestris, alohtoni biljni parazit koji se često nalazi na obalnim staništima, uzrokuje lisna oštećenja na H. scandens. Na kraju vegetacijske sezone u južnoj Francuskoj H. scandens napada nekoliko gljiva, uključujući rod Oidium te moguće Fusarium i Cladosporium.
Prema istraživanjima u Njemačkoj, H. scandens je domaćin vrste uši Phorodon humuli.

## Svojstva i uporaba
Na području Europe, japanski hmelj nema nikakvu ekonomsku važnost, osim što se u nekim slučajevima koristi kao ukrasna biljka i uzgaja u mnogim botaničkim vrtovima. Prodaje se kao ukrasna biljka u Europi i Sjevernoj Americi, ali u rasadnicima prodaju uglavnom ženske biljke. Humulus scandens nema lupulinske žlijezde koje proizvode gorku tvar koja se koristi za aromatiziranje piva i koje su prisutne u Humulus lupulus. Stoga H. scandens ima mnogo manju ekonomsku vrijednost od H. lupulus.
Na području prirodnog rasprostranjenja cijela se biljka koristi u medicinske svrhe, a od ulja sjemenki pravi se sapun.

## Utjecaj

### Utjecaj na biljke i okoliš
Na području prirodnog rasprostranjenja u Japanu, H. scandens smatra se korovnom penjačicom na staništima obalnih i poplavnih područja bogatih dušikom, gdje prekriva biljke poput Miscanthus sacchariflorus i Phragmites australis te smanjuje bioraznolikost biljnih zajednica.
U Sjedinjenim Američkim Državama, H. scandens može formirati guste sastojine koje prevladavaju nad postojećom vegetacijom, posebno u vlažnim područjima. Japanski hmelj može se penjati na drveće i drugu obližnju vegetaciju, što ponekad rezultira zasjenom, potpunim opasivanjem, a povremeno čak i smrću ako su drveća mala (mladice). Može postati dominantna biljka prizemnog sloja. Smatra se da Humulus scandens pretežno raste na otvorenim, poremećenim staništima, kao što su ceste ili poremećene obale rijeka, gdje se vjeruje da smanjuje biološku raznolikost. Suprotno tome, pronađen je i u otvorenim šumama, prerijama, poplavnim vlažnim livadama i poplavnim šumskim zajednicama, što ukazuje na to da ima određenu toleranciju na zasjenu.
U Mađarskoj je zabilježeno da H. scandens napada neometana staništa. Može prevladati nad autohtonim vrstama te se smatra da prijeti biljnim zajednicama u kojima dominiraju Phragmites i Salix, kao i svezu Filipendulo-Petasition. U Francuskoj se pokazalo da H. scandens negativno utječe na autohtone biljne zajednice smanjenjem bogatstva vrsta i modificiranjem sastava vrsta. Konkretno, H. scandens može negativno utjecati na rane proljetne vrste, na primjer Atriplex prostata, Mentha suaveolens, Persicaria hydropiper i Veronica anagallis‐aquatica. Gusti tepisi H. scandens mogu se zadržati duž obala rijeka nekoliko godina.
U Sjedinjenim Američkim Državama, japanski hmelj smanjuje dostupnost svjetlosti u zajednici kada pokriva postojeću dominantnu vegetaciju. Prigušivanjem mladica drveća na priobalnim područjima može izmijeniti dinamiku sukcesije prirodne vegetacije.

### Utjecaj na čovjeka
Na području Europe, japanski hmelj može negativno utjecati na čovjekov boravak u prirodu, gdje gusti pokrivač ove ove penjačive s bodljikavim stabljikama može ometati pristup rijeci i rekreacijske aktivnosti.
U svom prirodnom području mnogi ljudi imaju alergijsku reakciju na pelud ove vrste. Aerobiološka istraživanja u Pekingu i Južnoj Koreji pokazale su da je količina peludi H. scandens veća čak i od količine peludi divljeg pelina i ambrozije (dvije vrste s vrlo velikom količinom peludi) i čini oko 18% ukupnog peluda tijekom razdoblja oprašivanja.

## Sinonimi
- Humulus aculeatus Nutt.
- Humulus japonicus Siebold & Zucc.

## Slike
- H. scandens
- H. scandens
- H. scandens, sjeme